# 廣佛同城化
廣佛同城化或称廣佛一體化，是中国广东省两个大型城市廣州與佛山進行城市一體化的相關措施。把廣州和佛山這個雙城合二為一，成爲廣州大都會區。

## 沿革
- 1919年，孫中山在其所著《建國方略·實業計劃》中提出發展中國經濟的六大計劃。其中的第三計劃是建設「南方大港」，其要點是將廣州建設成為世界大港。孫中山把建設「南方大港」的位置選在黃埔深水灣一帶，規劃建設一個由黃埔到佛山，包括沙面水路在內的「新廣州市」。新廣州市的商業區規劃在河南島（今海珠區），工業區分佈在花地至佛山之間，碼頭在後航道至黃埔一帶建設。
- 2008年4月16日廣州市社科院發佈《2008中國廣州經濟發展報告》，建議佛山放棄做廣東第三大城市的定位，承接廣州的影響力輻射，成為廣州的衛星城[1]。
- 2009年有人提出“广佛合并”，即把佛山市整体并入广州市，原佛山五区由广州市管辖[2]。2011年省政协十届四次会议上，又有政协委员提出相关提案。[3]。
- 2017年9月28日，廣州市人民政府辦公廳、佛山市人民政府辦公室共同印發了《廣佛同城化「十三五」發展規劃（2016—2020年）》 。

## 措施

### 交通
1997年，廣州地鐵開通。其後佛山市政府曾一度發展其自己的地下鐵路網絡，但因资金问题一直未有實施。2004年12月，深圳地鐵也完成通車。佛山市方面才開始進行建造地鐵的工程，但維持不久又再不了了之。直至2008年，广州市政府决定由廣州地鐵公司作为出资方与佛山市政府共同投资，由广州承建佛山地鐵，第一期地鐵於2010年广州亚运前落成通車來往廣州和佛山，但名字上不是稱「佛山地鐵」，而是「廣佛地鐵」。及後廣州地鐵及佛山地鐵均各自於对方行政区内在開設車站，地鐵票價收費劃一，以实现交通接驳的作用。
在計程車方面，廣州和佛山兩地的計程車都可以互通。但由於地鐵的開通，加上價錢不菲，所以兩地之間的計程車很少能離開所屬市轄區。

### 電訊
早在2009年，广州和佛山两地商议计划于2010年取消两地移动电话的长途电话费和漫游费。经过长期的协商，自2015年后，廣州和佛山之間（另外包括肇庆）的電話通訊可以以本地電話的收費形式互通。